# Puchenii Mari (gmina)
Puchenii Mari – gmina w Rumunii, w okręgu Prahova. Obejmuje miejscowości Miroslăvești, Moara, Odăile, Pietroșani, Puchenii Mari, Puchenii Mici i Puchenii-Moșneni. W 2011 roku liczyła 8825 mieszkańców.